# Карл II Савойски
Вижте пояснителната страница за други личности с името Карл II.
Карл II Савойски (на италиански: Carlo II di Savoia), роден Карл Йоан Амадей Савойски (на италиански: Carlo Giovanni Amedeo di Savoia; * 23 юни 1489, Торино, Савойско херцогство; † 16 април 1496, Кралски замък на Монкалиери, пак там), е 6-и херцог на Савоя, принц на Пиемонт, граф на Аоста, на Мориен и на Ница, титулярен крал на Кипър, Йерусалим и Армения (1490 – 1496). В династичната номерация понякога се споменава като Карл II – титла, обикновено запазена за неговия наследник и братовчед Карл II (III) Савойски.

## Произход
Той е син на Карл Емануил I Войнствения (* 1468, † 1490), 5-и херцог на Савоя (1482 – 1490), граф на Аоста, на Мориен и на Ница, принц на Пиемонт, титулярен крал на Кипър, Йерусалим и Армения (1485 – 1490) и маркграф на Салуцо (1487 – 1490), и на Бианка Монфератска (* 1472, † 1519), принцеса от Монферат. Негови дядо и баба по бащина линия са Амадей IX Савойски, 3-ти херцог на Савоя, принц на Пиемонт и граф на Аоста, на Мориен и на Ница (1465 – 1472), и Йоланда дьо Валоа, а по майчина – Вилхелм X Монфератски, маркграф на Монферат, и Елизабета Мария Сфорца. Има една сестра:
- Йоланда (Виоланта) Лудовика (* 1487, † 1499), херцогиня на Савоя като съпруга на херцог Филиберт II Савойски.

## Биография
Карл е още бебе, когато наследява баща си. Това подтиква роднините му – графът на Брес и неговите братя, Графът на Женева и Архиепископът на О да възобновят гражданската война.
След сериозни бунтове и след като са свикани Генералните щати на Савоя, е договорено регентството да бъде дадено на майка му Бианка – жена с мъжествен дух. По време на нейното регентство кралят на Франция Шарл VIII нахлува в Савоя, Пиемонт и Италия и превзема Неапол, в резултат на което Савойската династия е принудена да премести резиденцията си в Торино, който по-късно става център на обединението на италианските държави в едно цяло.
Лудвиг II, маркграф на Салуцо, и Франциск Савойски-Ракониджи, господар на Ракониджи, се надигат срещу Савойската държава, която поисква помощ от Лудовико Сфорца, херцог на Милано. Последният налага връщането на имотите на маркизите на Салуцо и господарите на Ракониджи и на Кардето. Новият избор на епископ на Женева също предизвиква разногласия и поражда война.
На 16 април 1496 г. 6-годишният херцог умира при падане от леглото си в замъка в Монкалиери и е погребан в колегиалната църква „Санта Мария дела Скала“. Херцогската титла е наследена от чичо му Филип II Безземни, най-старши от наследниците по мъжка линия.
Фактът, че той никога не успява пряко да упражнява властта си на херцог на Савоя, се счита от мнозина за причина да не може да се свърже неговото херцогско име с числителното „втори“, който принадлежи на този, който в много текстове е погрешно посочван като Карл III.